# Hamad ibn Isa al-Kalifa
Hamad ibn Isa al-Kalifa (حمد بن عيسى آل خليفة; Riffa, 28. siječnja 1950.), kralj Bahreina. Stupio je na tron 6. ožujka 1999. kao emir, a 2002. postao je kralj.
Školovao se u Cambridgeu u UK. Obilježja njegove vladavine su pravo kandidiranja i glasa za žene, te omogućavanje izbora za parlament. Usprotivio se američkom napadu na Irak.